# David Richards
David Pender Richards CBE (Gales, 3 de junho de 1952) é o fundador e presidente da Prodrive, empresa de engenharia automotiva. Ele é ex-presidente da montadora britânica de veículos esportivos Aston Martin e antigo chefe das equipes BAR e Benetton de Fórmula 1.